# Georg Reitor
Georg Paul Reitor, polnisch Jerzy Rajtor (* 30. Juni 1919 in Krascheow, Landkreis Oppeln; † 16. März 2013 in Bielefeld) war ein deutscher Offizier und deutsch-polnischer Maschinenbauingenieur, Hochschullehrer sowie Fach- und Sachbuchautor.

## Leben
Im Sommer 1939 legte er das Abitur im Pallottiner-Gymnasium in Frankenstein ab und trat das Werkspraktikum im Edelstahlwerk Malapane an. Zum 1. März 1940 wurde er in die Wehrmacht einberufen und auf der Île d’Oléron bei Rochefort zur Bewachung der Atlantikküste eingesetzt.  Ende 1941 wurde die 81. Infanterie-Division an die Ostfront verlegt und nahm bei den Stellungskämpfen bei Staraja Russa südöstlich von Ilmensee teil. Nach einer  Lungenverwundung Anfang Februar 1944 wurde er im Kreislazarett in Riga und Lötzen behandelt, dann im Teillazarett ‚Klosterschule‘ in Oppeln und kam Anfang August 1944 als Oberleutnant der Reserve zur Genesung in den Luftkurort Schirk in Beskiden.
Am 1. November 1944 begann er das Physikstudium an der Technischen Universität Breslau u. a. bei Ludwig Bergmann und Hubert Cremer. Als die Universität am 23. Januar 1945 geschlossen wurde, war er während der Schlacht um Breslau dritter Generalstabsoffizier (Ic-Offizier) im Stab des Festungskommandanten Generalmajor Johann Friedrich Krause und danach beim General Hans von Ahlfen. Anschließend war er seit Anfang Februar 1945 als Bataillonsführer beim Kämpfen um die Mährische Pforte im Hultschiner Ländchen und nach 20. April 1945 im Raum Olmütz eingesetzt.
Nach Kriegsende marschierte die Einheit von Příbram über Pilsen, Rokycany in Richtung Westen und kam in das tschechische Kriegsgefangenenlager in Beroun. Georg Reitor wurde zuerst deutscher Lagerführer, dann kam er zum Arbeitseinsatz auf dem Landgut von Ladislav Šouša im Libomyšl. Am 5. Januar 1946 reiste er mit dem Zug nach Hultschin, ging über die Grenze bei Krzyżanowice in die Volksrepublik Polen und kam mit der Bahn über Opole Anfang Januar 1946 in seinem Geburtsort Krasiejów an. Seiner Bewerbung wurde entsprochen und Jerzy Rajtor wurde im Konstruktionsbüro der Edelstahlwerke in Ozimek angestellt. Er legte die Aufnahmeprüfung an der Technischen Universität Breslau (Politechnika Wrocławska we Wrocławiu), trat das Wintersemester 1947/1948 im Fach Maschinenbau an und schloss das Studium im Oktober 1951 mit der Magisterarbeit Entwurf und Berechnung eines Abstreifkrans (Strippenkran) als Magister ab. Er wurde dort als wissenschaftlicher Mitarbeiter angestellt, promovierte am 30. Juni 1960 zum Doktor der technischen Wissenschaften (Dr. techn.) und lehrte fortan als Universitätsprofessor.
Nach mehreren Anträgen wurde den Eheleuten die Aussiedlung von der Volksrepublik Polen genehmigt und sie reisten am 17. September 1964 aus. Über die DDR und  Helmstedt kamen sie im Grenzdurchgangslager Friedland als Aussiedler an. Nach einem halbjährigen Aufenthalt in Massen lehrte Georg Reitor von 19. März 1965 bis zur Pensionierung an der Staatlichen Ingenieurschule für Maschinenwesen (jetzt zur Fachhochschule Köln) in Gummersbach.
Georg Reitor verfasste Fach- und Lehrbücher über das Konstruieren, Maschinenbau und  Fördertechnik. Im Jahr 1988 erschien die Biografie über den Pallottinerpater Richard Henkes, der ihn bereits im Gymnasium Frankenstein lehrte. Sie wurde 1991 in die tschechische Sprache übersetzt.  Er war Mitbegründer des „Internationalen Richard-Henkes-Kreises“. Die Autobiografie Vom Lager zum Lehrstuhl. Von unten nach oben und allem daneben erschien im Jahr 2001 im Verlag Books on Demand.

## Schriften (Auswahl)
- Entwurf und Berechnung eines Abstreifkrans (Strippenkran). Magisterarbeit, Politechnika Wrocławska, Breslau 1951.
- Der Einfluss der Krümmung und Korrektur einer Spiralschnecke mit Kurvenschraubfläche auf die Wahl von Ersatzwerkstoffen. Doktorarbeit, Politechnika Wrocławska, Breslau 1961.
- mit Klaus Hohmann: Grundlagen des Konstruierens. Girardet Verlag, Essen 1969. / Vierte Auflage: Essen 1983, ISBN 3-7736-1299-0.
- mit Klaus Hohmann: Konstruieren von Getrieben. Girardet Verlag, Essen 1970
- Fördertechnik: Hebezeuge, Stetigförderer, Lagertechnik. Carl Hanser Verlag, München 1979, ISBN 3-446-12233-8.
- Glaubenszeuge im KZ Pater Richard Henkes, Märtyrer der Nächstenliebe. Johannes Verlag, Leutesdorf 1988, ISBN 3-7794-1091-5.
  - Übersetzung Zdeněk Potěšil: Svědek víry v koncentračním táboře. Pater Richard Henkes, mučedník bliíženské lásky. Matice Cyrilometodějská, Olomunc 1991.
- Hoffnung – trotz allem. Unterwegs in Schlesien. Laumann Druck & Verlag, Dülmen 1990, ISBN 3-87466-129-6.
- Vom Lager zum Lehrstuhl. Von unten nach oben und allem daneben. Book on Demand, Norderstedt / Gummersbach 2001, ISBN 3-8311-0244-9. (online)
- mit Manfred Probst, Ralf Büscher: „Der Herrgott hat das letzte Wort“. (Brief aus dem KZ vom 5. September 1943 an seine Mutter). Das Leben des Pallottinerpaters Richard Henkes (1900–1945) und sein Sterben im KZ Dachau. Biographie. EOS Verlag, Erzabtei Sankt Ottilien 2002, ISBN 978-3-8306-7159-6.